# تمساحان پوزه‌باریک
تمساحان پوزه‌باریک (Gavialidae) یک خانواده‌ از خزندگان در راسته تمساح‌سانان است. جانوران این خانواده آرواره‌ای بسیار باریک دارند و جنس نر آن سوراخ‌های بینی به صورت برجستگی دکمه‌مانند دارد.
در خانواده تمساحان پوزه‌باریک تنها دو گونه زنده به نام‌های تمساح پوزه‌باریک گنگی و گریال کاذب وجود دارد.

## رده‌بندی
خانواده تمساح‌پوزه‌باریکان GAVIALIDAE
- زیرخانواده Gavialinae
  - سرده Gavialis
    - Gavialis gangeticus, تمساح پوزه‌باریک گنگی
- زیرخانواده Tomistominae
  - سرده گریال کاذب
    - Tomistoma schlegelii, گریال کاذب یا گریال مالزیایی
    - †گریال کاذب
    - †Tomistoma cairense

  - سرده †Eogavialis 
    - †Eogavialis africanus
    - †Eogavialis andrewsi

  - سرده †Kentisuchus
  - سرده †Gavialosuchus
  - سرده †Paratomistoma
  - سرده †نیام‌تمساح
  - سرده †منقارسوسمار
  - سرده †Toyotamaphimeia
- زیرخانواده †Gryposuchinae
  - سرده †Aktiogavialis
  - سرده †Gryposuchus
  - سرده †Ikanogavialis
  - سرده †Siquisiquesuchus
  - سرده †Piscogavialis
  - سرده †Hesperogavialis

† منقرض شده‌ها